# Woking
Woking – miasto w Wielkiej Brytanii położone w zachodniej części Surrey, w dystrykcie Woking, w pobliżu Londynu (37 km na południowy zachód od Charing Cross), należące do Greater London Urban Area (inaczej Greater London Built-up Area).
W mieście znajduje się siedziba McLaren Technology Centre zespołu Formuły 1 McLaren.
W mieście rozwinął się przemysł elektroniczny oraz poligraficzny.

## Woking F.C.
W 1889 w mieście został założony klub piłkarski Woking F.C. Do 1992 uczestniczył w amatorskich rozgrywkach Isthmian League. Następnie przystąpił do rozgrywek Conference National, stanowiących piąty poziom ligowy w Anglii.

## Odniesienia w kulturze
- Woking jest wspomniane w Domesday Book (1086) jako Wochinges[5].
- Woking jest miejscem rozpoczęcia fabuły książki Wojna światów autorstwa Herberta George’a Wellsa. To właśnie w tym miasteczku wylądował pierwszy pojazd Marsjan, którzy rozpoczynają inwazję na Ziemię.
- Akcja kryminalnej serii z Davidem Redfernem autorstwa Anny Rozenberg rozgrywa się na terenie Woking. Woking pojawia się we wszystkich trzech książkach serii: Maski pośmiertne[6], Punkty zapalne[7] i Wszyscy umarli[8].

## Miasta partnerskie
- Rastatt
- Amstelveen
- Le Plessis-Robinson